# Emil Vodder
Emil Vodder (Copenaghen, 20 febbraio 1896 – Copenaghen, 17 febbraio 1986) è stato un fisioterapista danese.
Studiò all'Università di Copenaghen, nella quale si laureò in filosofia, e insieme a sua moglie, la dottoressa Estrid Vodder, fu pioniere di una nuova specialità medica, la "linfologia". Mentre lavoravano in un ospedale della Costa Azzurra, a Cannes, nel trattamento di pazienti con raffreddori cronici notarono che essi avevano linfonodi gonfi. Negli anni '30 del 1900 la conoscenza del sistema linfatico era ancora ai primordi, ed era quasi un taboo parlarne o provare ad agire sul sistema linfoide. I Vodder non furono fermati da questo, e nel 1932 iniziarono studi sul sistema linfatico, e, sulla scia di Alexander von Winiwarter, svilupparono movimenti manuali massaggianti da effettuare sui pazienti per aiutare il movimento della linfa. Nel 1936, dopo 4 anni di ricerca e tentativi, introdussero la tecnica ufficialmente a Parigi. Per il resto della loro vita i coniugi dimostrarono e insegnarono il loro metodo.
Gli accurati movimenti delle mani che massaggiano, sollevandola e stendendola, la pelle, sono ancora oggi insegnati e, con minime variazioni di metodo, sono il riferimento del moderno linfodrenaggio manuale.